# بارني فيليبس
بارني فيليبس (بالإنجليزية: Barney Phillips)‏ هو ممثل أمريكي، ولد في 20 أكتوبر 1913 بسانت لويس في الولايات المتحدة، وتوفي في 17 أغسطس 1982 بلوس أنجلوس في الولايات المتحدة.

## أعمال

### أفلام
- (1952) إداناتي الستة
- (1966) حصى الرمال

## وصلات خارجية
- بارني فيليبس على موقع IMDb (الإنجليزية)
- بارني فيليبس على موقع أول موفي (الإنجليزية)
- بارني فيليبس على موقع قاعدة بيانات برودواي على الإنترنت (الإنجليزية)
- بارني فيليبس على موقع إن إن دي بي (الإنجليزية)
- بارني فيليبس على موقع ديسكوغز (الإنجليزية)
- بارني فيليبس على موقع قاعدة بيانات الفيلم (الإنجليزية)